# Grand Prix de Ouest-France 2008
Il Grand Prix de Ouest-France 2008, settantaduesima edizione della corsa e valida come undicesimo evento dell'UCI ProTour 2008, si svolse il 25 agosto 2008 su un percorso totale di 229,2 km. Fu vinta dal francese Pierrick Fédrigo che ha terminato la gara in 5h42'44".
Al traguardo 86 ciclisti portarono a termine la gara.

## Squadre partecipanti
| N.    | Cod. | Squadra            |
| ----- | ---- | ------------------ |
| 1-8   | BTL  | Bouygues Télécom   |
| 11-18 | C.A  | Crédit Agricole    |
| 21-28 | AST  | Astana             |
| 31-38 | ALM  | AG2R La Mondiale   |
| 41-48 | GCE  | Caisse d'Epargne   |
| 51-58 | COF  | Cofidis            |
| 61-68 | FDJ  | Française des Jeux |
| 71-78 | GST  | Team Gerolsteiner  |
| 81-88 | EUS  | Euskaltel-Euskadi  |
| 91-98 | MRM  | Team Milram        |

| N.      | Cod. | Squadra                 |
| ------- | ---- | ----------------------- |
| 101-108 | THR  | Team Columbia-High Road |
| 111-118 | LAM  | Lampre                  |
| 121-128 | LIQ  | Liquigas                |
| 131-138 | QST  | Quick Step              |
| 141-148 | SDV  | Scott-American Beef     |
| 151-158 | RAB  | Rabobank                |
| 161-168 | CSC  | Team CSC-Saxo Bank      |
| 171-178 | SIL  | Silence-Lotto           |
| 181-188 | AGR  | Agritubel               |
| 191-198 | MIT  | Mitsubishi-Jartazi      |

## Ordine d'arrivo (Top 10)
| Pos. | Corridore          | Squadra       | Tempo    |
| ---- | ------------------ | ------------- | -------- |
| 1    | Pierrick Fédrigo   | Bouygues Tél. | 5h42'44" |
| 2    | Alessandro Ballan  | Lampre-N.G.C. | s.t.     |
| 3    | David López García | C. d'Epargne  | a 3"     |
| 4    | Allan Davis        | Mitsubishi    | s.t.     |
| 5    | José Joaquín Rojas | C. d'Epargne  | s.t.     |
| 6    | Arnaud Gérard      | F. des Jeux   | s.t.     |
| 7    | Greg Van Avermaet  | Silence       | s.t.     |
| 8    | Romain Feillu      | Agritubel     | s.t.     |
| 9    | Geoffroy Lequatre  | Agritubel     | s.t.     |
| 10   | Manuele Mori       | Scott         | s.t.     |